# Xylocopa rufa
Xylocopa rufa är en stekelart som beskrevs av Heinrich Friese 1901. Den ingår i släktet snickarbin, och familjen långtungebin. Inga underarter finns listade. Arten lever i södra till mellersta Asien.

## Beskrivning
Arten har övervägande svart grundfärg, inkluderat de större delarna av tergit 1 till 5 men undantaget antenner, vingfästen, ben och resten av bakkroppen som är brunröda, samt munsköld (clypeus) och nedre delen av överläppen (labrum), som är vita (hos hanen är munskölden dock klädd med gula hår). Huvudet är täckt av tät, mjuk, vit behåring med viss inblandning av gula hår, medan mellankroppen samt sidor och bakdel av bakkroppen har en likaledes tät, mjuk, orange behåring. Vingarna är brunaktigt halvgenomskinliga. Kroppslängden är omkring 16 mm, och framvingens längd (den längsta vingen) omkring 14 mm.

## Utbredning
Utbredningsområdet omfattar Egypten, Sudan, Irak, Iran, Kaukasus, Israel, Armenien, Kirgizistan, Tadzjikistan, Turkmenistan, norra Afghanistan, Uzbekistan till Indien, Pakistan och Kina (Xinjiang).

## Ekologi
I Iran kan arten gå upp till 1 600 m i bergen. Den har påträffats på blommor av den kransblommiga växtarten kyskhetsträd.